# Bengalenuhu
Der Bengalenuhu (Bubo bengalensis), auch Bengaluhu, Indienuhu oder Indischer Uhu genannt, ist eine Vogelart aus der Gattung der Uhus (Bubo) innerhalb der Familie der Eigentlichen Eulen (Strigidae).

## Merkmale

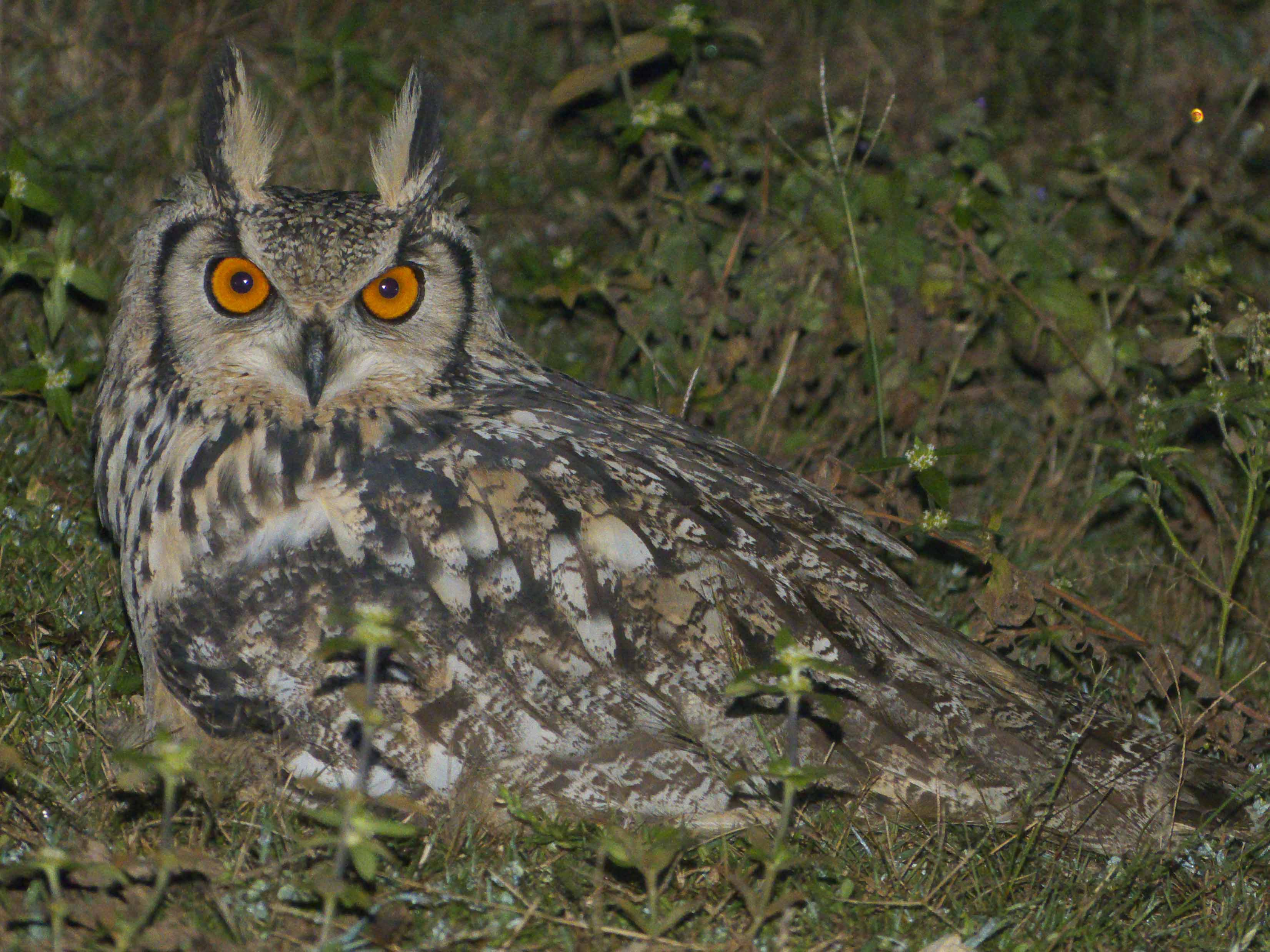
Bengalenuhu im Gras

Der Bengalenuhu erreicht eine Körpergröße von 50 bis 56 Zentimeter bei einer Flügellänge von 36 bis 39 Zentimeter (Männchen) bzw. 37 bis 42 Zentimeter (Weibchen). Das Gewicht beträgt etwa 1100 Gramm. Das Rückengefieder ist gelbbraun mit einer auffälligen schwarzen Zeichnung. Die Bauchseite ist heller braun und schwarzbraun gezeichnet, oft zieht sich ein weißer Streifen über die Schulter.
Das Gesicht wird betont durch das Gefieder oberhalb der Augen, welches im Zentrum weiß beginnt und direkt oberhalb der Augen zu einer schwarzen Linie wird, die in die Ohrenbüschel ausläuft. Das Gesicht selbst ist hellbraun mit schwarzen Flecken, deren Anzahl zur Stirn hin zunimmt. Die Augen sind orange-gelb bis orange-rot, der Schnabel grünlich bis schwarz und das Kinn sowie die Kehle weiß.
Kopf und Schwanz der Tiere sind gelbbraun mit einer braunschwarzen Streifung, die Unterseiten sind heller und werden an den Ansatzstellen weiß. Die Beine und Zehenansätze sind beige befiedert, die Zehen selbst nackt und grünbraun mit schwarzen Krallen.

## Lebensraum und Verbreitung

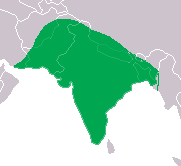
Verbreitungsgebiet

Das Verbreitungsgebiet des Bengalenuhus nimmt einen großen Teil des indischen Subkontinents vom Westhimalaya über Indien, Nepal, Kaschmir, Assam und Burma ein. Dabei bevorzugt er steinige Halbwüsten mit offener Vegetation. Bekannt ist er auch als Bewohner von älteren Mangoplantagen in der Nähe von menschlichen Behausungen.

## Lebensweise
Im Normalfall jagt der Bengalenuhu von einem Ansitz, manchmal fliegt er allerdings auch nahe dem Boden auf der Suche nach Beute. Dabei erbeutet er vor allem Ratten und Mäuse sowie Vögel bis zur Größe eines Pfauen. Weitere Beutetiere sind Reptilien, Frösche, Krebstiere und große Insekten.
Die Brutzeit dauert meistens von Februar bis April, kann sich lokal jedoch aufgrund der unterschiedlichen klimatischen Bedingungen sehr stark verschieben. Das Nest ist eine flache Grube, die geschützt zwischen Felsen, auf einer Sandbank im Fluss, unter Büschen oder an anderen unzugänglichen Stellen liegt.